# Empis hissarica
Empis hissarica är en tvåvingeart som beskrevs av Chvala 1999. Empis hissarica ingår i släktet Empis och familjen dansflugor. Inga underarter finns listade i Catalogue of Life.